# TWA Flight 800
Trans World Airlines Flight 800 (TWA 800), en Boeing 747-131, exploderade och havererade i Atlanten nära East Moriches, New York, den 17 juli 1996, ungefär klockan 20:31 EDT, 12 minuter efter start från John F. Kennedy International Airport. Alla 230 personer ombord omkom. TWA 800 var den näst dödligaste amerikanska flygolyckan efter American Airlines Flight 191 tills American Airlines Flight 587, som också lyfte från JFK Airport två månader efter 11 september-attackerna. Det är fortfarande den tredje dödligaste flygolyckan som inträffat på amerikansk mark. TWA 800 var ett reguljärt passagerarflygplan från New York till Rom, med en mellanlandning i Paris.
Medan utredare från National Transportation Safety Board (NTSB) reste till platsen och anlände följande morgon, var det mycket initiala spekulationer om att en terroristattack var orsaken till haveriet. Följaktligen inledde Federal Bureau of Investigation (FBI) en parallell brottsutredning. Sexton månader senare meddelade FBI att inga bevis för en brottslig handling hade hittats  och avslutade sin aktiva utredning.
Den fyra år långa NTSB-undersökningen avslutades med godkännandet av haverirapporten den 23 augusti 2000, och avslutade därmed den mest omfattande, komplexa och kostsamma flyghaveriundersökning i amerikansk historia. Rapportens slutsats var att den troliga orsaken till haveriet var en explosion av brännbara bränsle/luftångor i en bränsletank, och att, även om det inte kunde fastställas med säkerhet, den mest sannolika orsaken till explosionen var en kortslutning. Som ett resultat av undersökningen, utvecklades nya krav för flygplan för att förhindra explosioner i bränsletankar.
Många alternativa teorier om TWA Flight 800 existerar, det vanligaste är att en missilträff från terrorister eller ett fartyg ur amerikanska flottan orsakade haveriet, och är föremål för statlig mörkläggning.